# Битка при Херсек
Битката при Херсек е епизод от Народния кръстоносен поход от 1095 – 1096 г., първи етап от Първия кръстоносен поход.
Сражението е без голямо стратегическо значение за окончателния резултат от похода, поради което не е подробно разглеждано и цитирано от медиевистите, но представлява реалния край на независимия Народен кръстоносен поход.

## Предистория
Към края на лятото на 1096 г. походът на Пиер Отшелника и Готие Голтака достига не без произшествия пред стените на Константинопол. Изненадан от масовата кръстоносна реакция на кралствата от Западна Европа и притеснен от близостта на неорганизираната поклонническа тълпа в близост до столицата му, Алексий I Комнин все пак решава да посъветва водачите ѝ да не бързат и да изчакат на място останалата редовна войска на бароните. Недисциплинирани и самоуверени поради броя си, кръстоносците на Пиер и Готие грабят и безчинстват в Константинополска Тракия. В крайна сметка през август 1096 г. Алексий ги пропуска в Азия, въпреки несъгласието на Пиер, и ги разквартирува в замъка Кивотос, недалеч от Никомедия. Попаднали в близост до омразния враг, разбойниците и простолюдието на Готие се нахвърлят на селджукските селища. Френските и германските кръстоносци обаче вече са в конфликт, който води до временното оттегляне на Пиер Пустинника. 6000 германци – лангобарди и алемани, в т.ч. 200 конни рицари под ръководството на рицаря-авантюрист Райналд (Рено) провеждат серия грабителски атаки на турска територия. При една от тях е обсаден и завладян замъкът Ксеригордон, като турските отряди са разбити без усилие. Самоувереността на християните расте и те решават да атакуват намиращата се на юг Никея, столица на Кълъч Арслан I и Румския султанат. На това намерение се противопоставят Готие Санз Авоар, Готие дьо Тек и графът на Тюбинген, но след като не успяват да разубедят екзалтираната тълпа, са принудени да я поведат, молейки се за победа.

## Сражение
При Херсек, селище на 3 км южно от Никея, настъпващите в безпорядък и безгрижие кръстоносци са бързо атакувани от серия конни засади. Нападение така далеч от стените на прицелния град изненадва лошо въоръжената и без бойна подготовка християнска тълпа. Конните атаки съвсем объркват липсващия боен ред и масираната атака на селджуките смазва едва хилядата рицари, заедно с останалите над 20 000 души „поддържащи войски“ от пътни разбойници, освободени каторжници, монаси, селяни и жените им. Християните отстъпват в паника към Кивитот, където са обсадени. Според Ана Комнина и Алексиада в победата си селджуките са водени от генерал Елханес.
Алексий I Комнин научава за разгрома и бързо изпраща боен флот и войска под командването на стратега Евфорвений Катакалон, които пробиват обсадата и отвеждат трите хиляди оцелели от Народния кръстоносен поход. Те дочакват и се включват в Похода на бароните през следващата 1097 г.
Сред тях не са загиналият в битката при Херсек Готие Санз-Авоар и загубилият по-рано авторитет и вече приютен в Константинопол Пиер Амиенски-Отшелника.